# Зверев, Виктор Алексеевич
Виктор Алексеевич Зверев (26 октября 1935 — 18 марта 2018) — советский и российский учёный-оптик, профессор Санкт-Петербургского национального исследовательского университета информационных технологий, механики и оптики. На протяжении длительного времени являлся членом Ученых Советов Университета и ВНЦ «ГОИ им. С. И. Вавилова», научным редактором журнала «Оптический журнал», сопредседателем комиссии по образованию и председателем регионального отделения оптического общества им. Д. С. Рождественского, председателем секции оптики и членом Совета Дома Учёных им. М. Горького РАН. На протяжении ряда лет был членом Президиума Совета Дома Учёных и председателем комиссии по работе научных секций Дома Учёных.
Профессор Зверев В. А. избран действительным членом, председателем отделения оптики и членом президиума (главным учёным секретарём) Петровской академии наук и искусств, действительным членом Международной академии наук Евразии.

## Биография
Окончил с отличием ЛИТМО (Ныне СПб ГУ ИТМО) по специальности Оптические приборы (1961). Работал на ЛОМО им. В. И. Ленина, пройдя путь от инженера до зам. главного инженера объединения (1961-89). Работает в ЛИТМО (с 1970 г.): заведующий кафедрой Специальных оптических приборов (1989), заведующий кафедрой Теории оптических приборов (1990-96)
Кандидат технических наук (1970), доцент (1974), доктор технических наук (1989), профессор (1983).
Автор более 200 научных публикаций, в том числе 70 авторских свидетельств на изобретения.
В 1974 году награждён орденом Трудового Красного Знамени.
Ленинская премия за 1978 год.
В 1983 году премия Совета Министров СССР.
Золотая и серебряная медали ВДНХ СССР.
В 1996 году награждён медалью «300 лет Российскому флоту».
В 1999 году присвоено звание «Заслуженный деятель науки Российской Федерации».
В 2004 году награждён медалью «В память 300-летия Санкт-Петербурга».